# Country rock
Country rock é um sub-gênero da música popular, formado a partir da fusão do rock com a música country.
O termo é geralmente usado para se referir aos músicos de rock que começou a gravar rock com acento "country" no final dos anos 1960 e início dos anos 1970, como Bob Dylan e The Byrds e foi bastante popular nos anos 1970 com artistas como Emmylou Harris e os Eagles.
os dias atuais.

## História
O Rock and roll tem sido muitas vezes visto como uma combinação do R&B com a música country, uma fusão particularmente evidente no rockabilly dos anos 1950, e houve a troca de influências em toda a história de ambos os gêneros, entretanto, o termo country-rock é geralmente usado para se referir aos músicos de rock do final dos anos 1960 e início dos anos 1970 que começaram a gravar discos de rock com temática, estilos vocais e instrumentos adicionais, mais caracteristicos do country como o pedal steel.

### Origens
Influências Country podem ser ouvidas em discos de rock na década de 1960, incluindo as faixas do álbum Beatles for Sale (1964) (I'll Cry Instead, I Don't Want to Spoil the Party e Baby's in Black sendo alguns exemplos), e em trabalhos de artistas como Rolling Stones ("High and Dry", de 1966) e Buffalo Springfield ("Go and Say Goodbye", também de 1966 e "Kind Woman", de 1968) .
Em 1966, artistas de rock enclinavam cada vez mais para a psicodelia e o experimentalismo, Bob Dylan encabeçou o revival da volta raízes quando foi para Nashville para gravar o álbum Blonde on Blonde, com notáveis músicos locais, como Charlie McCoy e seus álbuns subseqüentes mais claramente influenciadas pelo country, John Wesley Harding (1967) e Nashville Skyline (1969), tem sido visto como a criação do gênero country folk, uma rota seguida por uma série de, em grande parte acústicos, músicos folk.
Dylan também foi seguido por The Byrds, banda criada por Gram Parsons em 1968. No início de 1968, Parsons tinha lançado Safe at Home (embora a gravação principal para o álbum teve lugar em 1966) com a International Submarine Band, que fez uso extensivo de pedal steel e é visto por alguns como o primeiro álbum de country-rock . O resultado do trabalho de Parsons em The Byrds foi Sweetheart of the Rodeo (1968), considerado uma das gravações mais influentes do gênero . The Byrds continuaram por um breve período na mesma linha, Parsons, mas deixou a banda logo após o álbum ser lançado para ser acompanhado por outro ex-membro do The Byrds Chris Hillman na formação de The Flying Burrito Brothers. Ao longo dos dois anos seguintes, eles gravaram os álbuns The Gilded Palace of Sin (1969) e Burrito Deluxe (1970), que ajudou a estabelecer a respeitabilidade e os parâmetros do gênero, antes de Parsons partiu para uma carreira solo .

## Popularidade
Country rock foi um estilo bastante popular na cena musical da Califórnia da década de 1960, e foi adotado por bandas como Hearts and Flowers, Poco (formado por Furay Richie, ex-integrante do Buffalo Springfield) e New Riders of the Purple Sage . Alguns artistas de folk-rock seguiram no gênero dos Byrds, entre eles o Brummels Beau e a Nitty Gritty Dirt Band.
Uma série de artistas também teve um renascimento através da adoção da sonoridade, incluindo: Everly Brothers, cuja álbum Roots (1968) é geralmente considerado um dos seus melhores trabalhos, o ex-ídolo teen Ricky Nelson, que se tornou o vocalista da banda Stone Canyon, John Fogerty deixou a banda Creedence Clearwater Revival para fazer um som country no Blue Ridge Rangers; Mike Nesmith que formou a First National Band após sair do The Monkees, e Neil Young, que entrou e saiu do gênero ao longo de sua carreira .
Um dos poucos artista do country que adicionaram sonoridade rock foi a banda de bluegrass The Dillards .
O maior sucesso comercial de uma banda de country rock ocorreu no anos 70, com os Doobie Brothers misturando elementos do R&B, Emmylou Harris (backing vocal que trabalhou para Parsons), tornou-se a;rainha do country-rock" e Linda Ronstadt .
Ex-integrantes da banda Ronstadt passaram a integrar o Eagles (composta por membros do Flying Burrito Brothers, Poco e Canyon Stone Band), que emergiu como um das mais bem sucedida bandas de country rock de todos os tempos, produzindo álbuns que incluiu Desperado (1973) e Hotel California (1976).

## Legado
Fora do universo de artistas do gênero, o gênero exerceu influência sobre os artistas de outros gêneros, incluindo The Band, The Grateful Dead, Creedence Clearwater Revival, The Rolling Stones, Stevie Ray Vaughan, ZZ Top e o trabalho solo de George Harrison . Ele também desempenhou um papel no desenvolvimento do Southern rock, que, embora em grande parte derivado do blues-rock, tinha uma cadência diferente, e abriu caminho para desenevolvimento do Country alternativo .
O gênero perdeu sua popularidade ainda na década de 1970, mas alguns artistas consagrados, como Neil Young, que continuou a gravar country-rock no século XXI.
O Country rock sobreviveu como como objeto de culto no Texas, onde bandas como The Flatlanders, Ely Joe, Butch Hancock, Jimmy Dale Gilmore e a banda californiana Richard Brooker mantêm vivo o estilo .
Outros artistas produziram gravações ocasionais no gênero, incluindo Elvis Costello no álbum Almost Blue (1981) Lady Gaga no álbum Born This Way (2011) e Robert Plant no seu álbum Raising Sand que foi um dos álbuns de maior sucesso comercial em 2007